# Bellevue (Michigan)
Bellevue é uma vila localizada no estado americano de Michigan, no Condado de Eaton.

## Demografia
Segundo o censo americano de 2000, a sua população era de 1365 habitantes. 
Em 2006, foi estimada uma população de 1362, um decréscimo de 3 (-0.2%).

## Geografia
De acordo com o United States Census Bureau tem uma área de 
2,8 km², dos quais 2,6 km² cobertos por terra e 0,2 km² cobertos por água.

## Localidades na vizinhança
O diagrama seguinte representa as localidades num raio de 20 km ao redor de Bellevue. 